# ハリー・ジェイムス・イン・ハイ・ファイ
ハリー・ジェイムス・イン・ハイ・ファイ（Harry James in Hi-Fi）は、アメリカ合衆国のジャズ・トランペット奏者、ハリー・ジェイムスが、1955年にキャピトル・レコードから発表した、スウィング・ジャズ・スタイルによるアルバムである。

## 解説
ハリー・ジェイムスはスウィング全盛時代である1937年からベニー・グッドマン楽団などでトランペッターとして活躍し、グッドマン楽団から独立した1940年代には、自身のビッグバンドを率いてコロンビア・レコードから多数のヒット曲を世に送った。レコードが本格的にSPからLPに移りつつあった1955年にジェイムスはキャピトル・レコードと契約。おりしもキャピトルは、スウィング時代の大物アーティストのアルバムを最新のHi-Fi録音技術を用いて制作するシリーズ企画を立て、1954年の冬にベニー・グッドマン楽団のアルバム、「B.G.イン・ハイ・ファイ」を発売したのに続き、ハリー・ジェイムス楽団に白羽の矢を立てた。
レコーディング・セッションは1955年7月20日、22日、25日の3日間にわたってハリウッドのキャピトル・タワー・スタジオにて行なわれ、バックには彼のビッグ・バンドのほか、1940年代に彼のバンドの専属歌手であったヘレン・フォレストや、デューク・エリントン楽団でも活躍したスウィング時代の人気アルト・サックス奏者ウィリー・スミス、トロンボーン奏者のファン・ティゾールなどのゲスト・ミュージシャンと、9人編成のストリングス・セクションが参加した。収録曲はコロンビア・レコード時代における主要なヒット曲から、スウィング・ナンバーのほか、タンゴやスウィート・バンド風のヴォーカル曲なども選ばれ、全16曲がモノラル収録された。「ハリー・ジェイムス・イン・ハイ・ファイ」は1955年の秋に発売され、大ヒットを記録した。
これは、今日においてもハリー・ジェイムスの代表的なアルバムのひとつに数えられており、優秀録音盤としてオーディオ・ファンなどからも評価されている。なお、キャピトル・レコードはこのアルバムの好評を受け、続編として1956年に「モア・ハリー・ジェイムス・イン・ハイ・ファイ」を制作している。

## 収録曲
日本語タイトルは初発売CDに基づく。括弧内は作者。
1. チリビリビン　Ciribiribin　(A.Pestalozza-Harry James)
2. トランペット・ブルース　Trumpet Blues and Cantable　(Harry James-Jack Matthias)
3. 恋のとりこに　You Made Me Love You　(James V.Monaco-Joe Mccarthy)
4. ジェイムス・セッション　James Session　(Jack Matthias)
5. 昔聞いた歌　I’ve Heard That Song Before　(Jule Styne-Sammy Cahn) - ヴォーカル：ヘレン・フォレスト
6. チェリー　Cherry　(Don Redman)
7. ビギニング・トゥ・シー・ザ・ライト　I’m Beginning to See the Light　(James-Ellington-Hodges-George) - ヴォーカル：ヘレン・フォレスト
8. マイ・サイレント・ラヴ　My Silent Love　(Dana Suesse-Edward Heyman) - ヴォーカル：ボブ・マーロウ
9. スリーピー・ラグーン　Sleepy Lagoon　(Eric Coates-Jack Lawrence)
10. トゥー・オクロック・ジャンプ　Two O`clock Jump　(Count Basie)
11. 君に泣く　I Cried for You　(Freed-Arnheim-Lyman) - ヴォーカル：ヘレン・フォレスト
12. ジェラシー　Jealousie　(Gade-Ortega-Bloom)
13. ロング・ロング・タイム　It’s Been A Long,Long Time　(Jule Styne-Sammy Cahn) - ヴォーカル：ヘレン・フォレスト
14. ヴェルヴェット・ムーン　Velvet Moon　(Edgar Delange)
15. ミュージック・メイカーズ　Music Makers　(Harry James-Don Raye)
16. チリビリビン　Ciribiribin　(A.Pestalozza-Harry James)

## 演奏者
- トランペット - Nick Buono , Phil Cook , Conrad Gozzo , Harry James , Everett Mcdonald , Ralph Osborn
- トロンボーン - Hoyt Bohannon , Roy Main , Lewis Mccreary , Juan Tizol
- アルト・サクソフォーン - Herb Lorden Jr , Willie Smith
- テナー・サクソフォーン - Pat Chartrand , Jeff Masingill
- バリトン・サクソフォーン - Bob Poland
- ヴァイオリン - Harry Bluestone , Kurt Dieterle , Dan Lube , Mischa Russell , Marshall Sosson , Gerald Vinci
- ヴィオラ - Stan Spiegelman , David Sterkin
- チェロ - Raphael Kramer
- ギター - Allan Reuss
- ベース - Bob Stone
- ピアノ - Doug Parker
- ヴィブラフォン - Gene Estes
- ドラムス - Gene Estes ，Jackie Mills
- ヴォーカル - Helen Forrest ，Bob Marlo

## 発売記録
- レコード　1955年　キャピトル・レコード　W-654 （アメリカ初発売盤）
- レコード　1977年11月5日　東芝EMI　ECJ-60017
- CD　1990年2月22日　東芝EMI　TOCJ-5312
- CD　1998年3月6日　同上　TOCJ-6240